# Governo Ponta III
Il governo Ponta III è stato il diciassettesimo esecutivo della Repubblica di Romania dopo la rivoluzione romena del 1989, il secondo della VII legislatura.
Nacque nel marzo 2014 in seguito alla rottura della larga coalizione composta da Partito Social Democratico (PSD) e Partito Nazionale Liberale (PNL), resistendo per 9 mesi, cioè fino alle elezioni presidenziali in Romania del 2014, che videro la vittoria del candidato del PNL Klaus Iohannis. Il risultato elettorale spinse uno dei partiti alleati del PSD, l'Unione Democratica Magiara di Romania (UDMR), a lasciare il governo e a costringere il premier Victor Ponta a formare un nuovo esecutivo nel mese di dicembre dello stesso anno.

## Cronologia del mandato

### Ritiro del PNL dal governo e nuova maggioranza
Il governo Ponta II era sostenuto dall'Unione Social-Liberale, coalizione eterogenea composta da due partiti principali, cioè il Partito Social Democratico (PSD) del premier Victor Ponta (centro-sinistra) e il Partito Nazionale Liberale (PNL) di Crin Antonescu (centro-destra), e due partiti minori, cioè l'Unione Nazionale per il Progresso della Romania (UNPR) di Gabriel Oprea (centro-sinistra) e il Partito Conservatore (PC) di Daniel Constantin (centro-destra).
Nella parte iniziale del 2014, divergenze ideologiche e scelte politiche legate alle nomine di nuovi ministri in area PNL fecero crescere la tensione tra i due gruppi. L'11 febbraio i rappresentanti del PNL si incontrarono con il primo ministro proponendo una modifica alla squadra di governo, che prevedeva la nomina di quattro nuovi ministri, tra i quali Klaus Iohannis con il doppio ruolo di vice primo ministro e ministro degli interni (dicastero allora vacante dopo le dimissioni di Radu Stroe del 23 gennaio). Ponta, al contrario, propose una diversa riorganizzazione che prevedeva di garantire un vice primo ministro ad ogni gruppo politico facente parte del governo (PSD, PNL, UNPR, PC). La soluzione non piacque al PNL, che riteneva sovrastimato il ruolo del PC in seno alla coalizione. Iohannis e Antonescu confermarono pubblicamente l'esistenza di una crisi di governo, acuita dalla nascita di una coalizione alternativa alla USL. Il 10 febbraio, in vista delle elezioni per il parlamento europeo del maggio 2014, infatti, il PSD aveva stretto con UNPR e PC un protocollo di intesa elettorale (chiamata Unione Social Democratica (USD)), che escludeva il PNL. Ponta e Antonescu si accusarono reciprocamente di voler rompere la coalizione USL. Antonescu invocò le dimissioni del primo ministro nel caso in cui si fosse giunti ad una rottura, poiché doveva il suo mandato alla USL, mentre Ponta accusò il segretario del PNL di preparare il terreno per una sua personale candidatura alle elezioni presidenziali in Romania del 2014 in programma nel mese di novembre. Senza approdare ad alcuna soluzione, il 25 febbraio 2014 Antonescu annunciò il ritiro del PNL dal governo e la fine dell'alleanza con il PSD.
Con la defezione del PNL, quindi, Ponta si rivolse ad altre forze politiche per formare una nuova maggioranza. Il 3 marzo 2014 annunciò di aver trovato un'intesa con gli etnoregionalisti ungheresi dell'Unione Democratica Magiara di Romania (UDMR) di Kelemen Hunor, che entravano nel governo in sostituzione del PNL. In base all'accordo, l'UDMR si assumeva il compito di appoggiare l'esecutivo nella realizzazione del programma di governo elaborato dal PSD nel 2012, mentre il governo avrebbe garantito maggiori diritti ai cittadini di etnia ungherese in Transilvania (rappresentazione proporzionale di cittadini di etnia ungherese nella pubblica amministrazione, sovvenzioni all'istituto per lo studio dei problemi delle minoranze nazionali, adozione del progetto di legge sullo status di minoranza nazionale, agevolazioni per la creazione di corsi di studio in lingua ungherese all'Università di medicina e farmacia di Târgu Mureș).

### Formazione del nuovo esecutivo
Solamente 7 dei ministri presenti nel precedente mandato erano presenti nella nuova lista di 25 nominativi proposti da Ponta. Il primo ministro indicò 4 vice primi ministri (uno per ogni partito: PSD, UNPR, PC, UDMR) e assegnò ai nuovi alleati dell'UDMR due dicasteri (ambiente e cultura). Il 4 marzo 2014 il nuovo governo fu sottoposto al voto di investitura da parte del parlamento, ottenendo 346 voti a favore e 196 contrari. Il 5 marzo prestò giuramento al presidente della repubblica Traian Băsescu.

#### Critiche e ricorso alla corte costituzionale contro il governo
In polemica con la decisione di Ponta di non rimettere il mandato nelle mani del presidente, Crin Antonescu criticò pesantemente il premier e annunciò le proprie dimissioni da presidente del senato della Romania proprio durante la seduta congiunta delle camere in occasione del voto di investitura del governo.
Il 5 marzo 2014 i gruppi parlamentari della camera facenti capo ai partiti di opposizione Partito Democratico Liberale (PD-L) e Partito del Movimento Popolare (PMP) presentarono un'istanza alla corte costituzionale contro l'investitura del governo. Il ricorso era basato sull'assunto che il nuovo esecutivo non aveva un programma di governo su cui il parlamento avrebbe potuto esprimere il proprio voto al momento dell'investitura, in quanto la neonata intesa tra PSD e UDMR naturalmente modificava i termini del programma presentato pubblicamente dal PSD all'inizio della legislatura. L'8 marzo la corte costituzionale dichiarò il ricorso inammissibile. Ponta, in ogni caso, pubblicò un programma di governo aggiornato il 7 marzo, presentato in parlamento l'11 marzo.

### Dimissioni in seno all'esecutivo nell'estate 2014

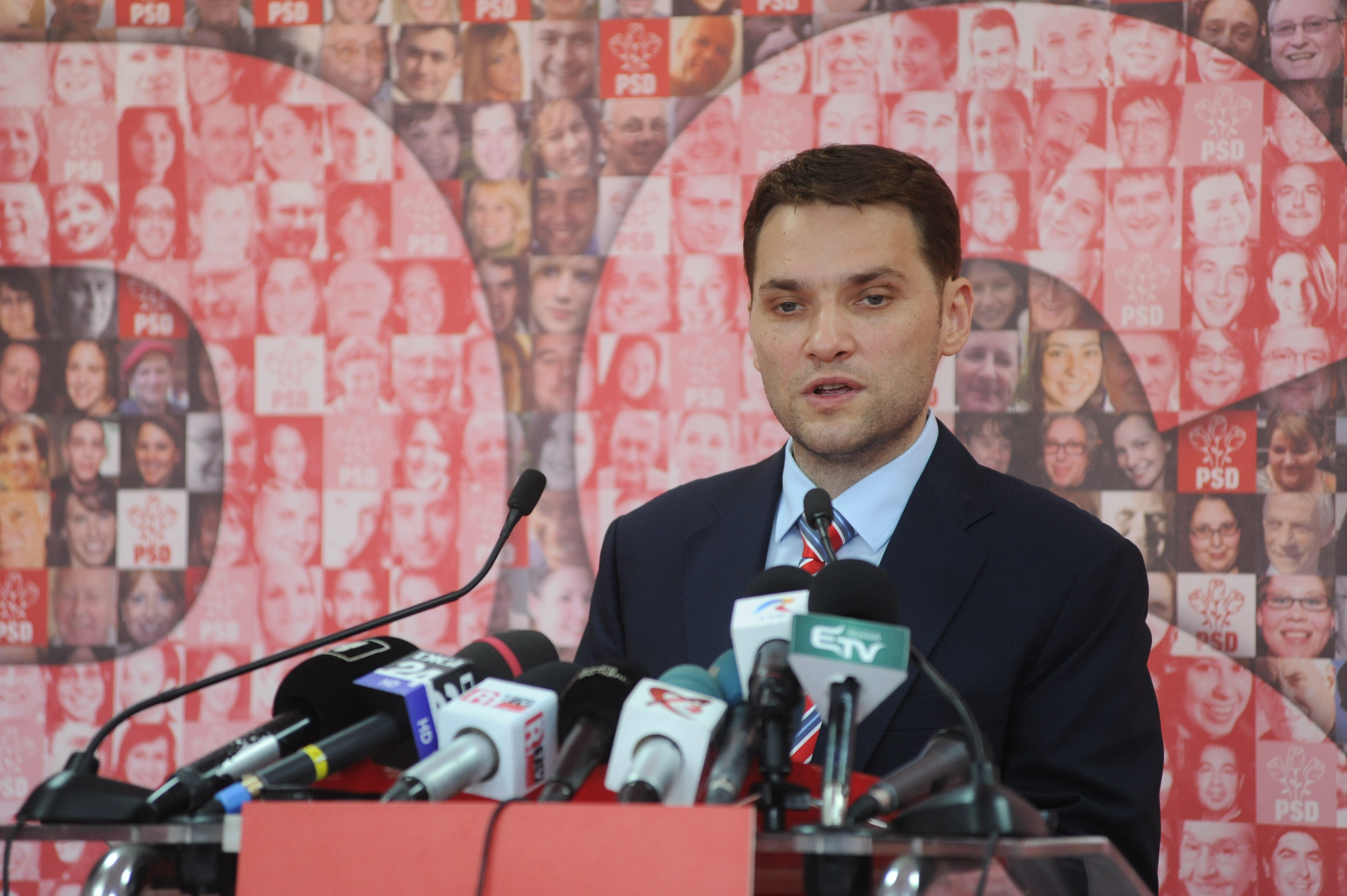
Dan Șova

Le prime dimissioni di un membro del governo arrivarono il 15 giugno 2014, quando il ministro con delega al budget Liviu Voinea (PSD) abbandonò il ruolo per accettare un posto nel consiglio d'amministrazione della Banca nazionale della Romania (BNR). Victor Ponta inizialmente smentì le voci riguardanti le dimissioni, salvo poi indicare la nuova nomina di Claudiu Manda (PSD) che, però, per mancanza di esperienza, fu ritenuta inadeguata dal presidente della repubblica Băsescu. Il 19 agosto fu ufficializzata la nomina a ministro del senatore ed ex sindaco di Slatina (Olt) Darius Vâlcov (PSD).
Il 24 giugno 2014 il ministro dei trasporti Dan Șova annunciò le proprie dimissioni, che motivò con la necessità di impegnarsi pienamente, in qualità di portavoce del partito, nella campagna elettorale per sostenere il candidato del PSD, in quel momento non ancora annunciato, alle elezioni presidenziali di novembre. Il giorno dopo, l'incarico ministeriale fu assunto da Ioan Rus, già ministro sotto il governo Năstase (2000-2004), rappresentante del cosiddetto gruppo di Cluj del PSD e sostenitore di Ponta alle ultime elezioni per la segreteria del partito. Con la nomina di Rus, originario di Cluj in Transilvania, Ponta dichiarò «Ho tenuto conto dell'esperienza professionale e politica. La Transilvania deve ricevere, anche tramite la persona del ministro, il messaggio che tutti i progetti iniziati saranno portati a termine».
L'8 agosto 2014 Hunor Kelemen affermò che avrebbe abbandonato l'incarico di ministro della cultura in seguito alla decisione di candidarsi alla presidenza della repubblica come rappresentante dell'UDMR proponendo, al suo posto, la figura di Rozalia Biro che, però, non convinse Băsescu. Pur dimissionario già in settembre, Kelemen mantenne formalmente la nomina di ministro della cultura fino al 24 novembre, quando fu designata Csilla Hegedüs.

### La corsa alle elezioni presidenziali

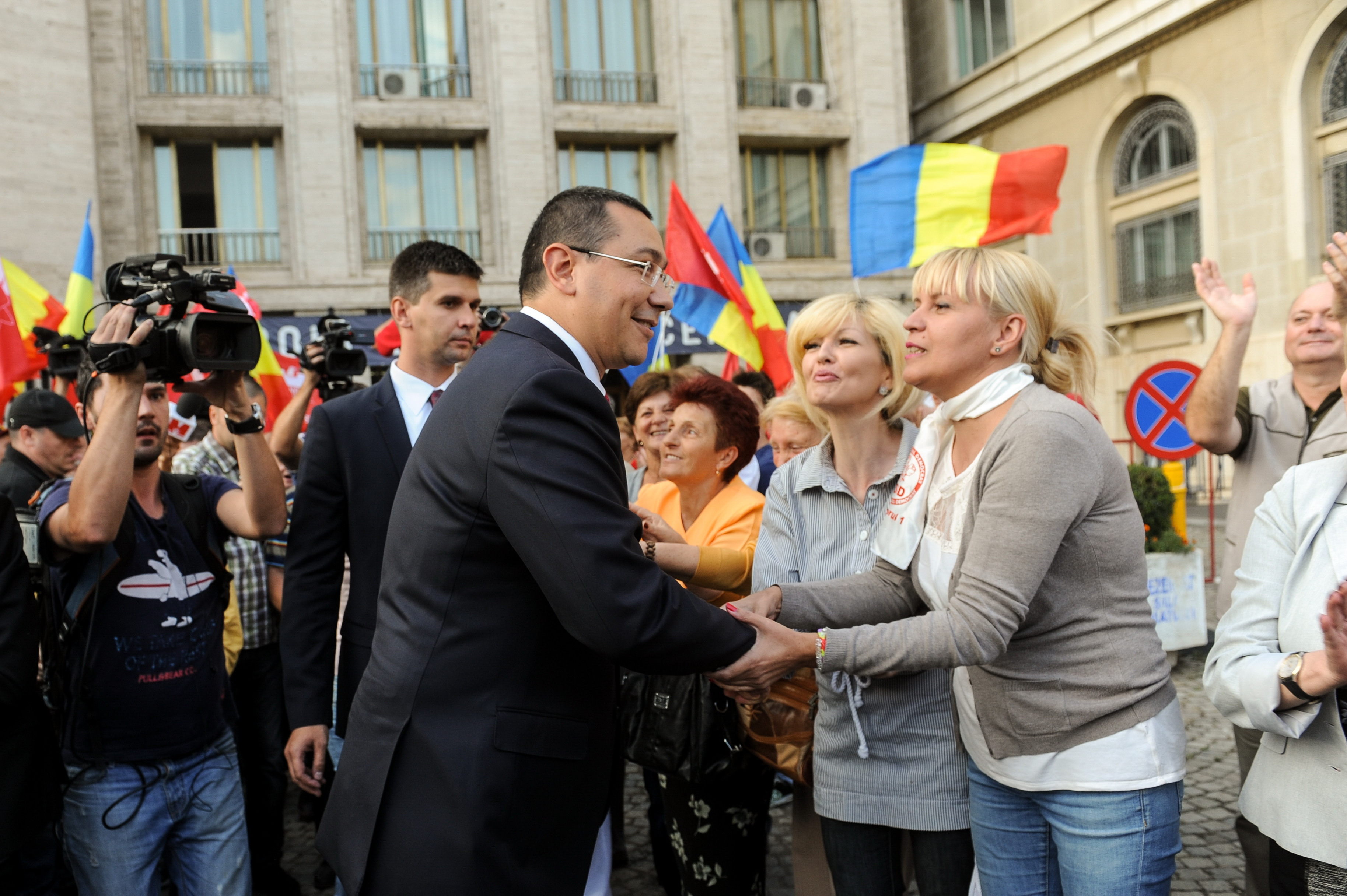
Victor Ponta presenta la propria candidatura all'Ufficio elettorale centrale nel settembre 2014

Le elezioni per il ruolo di presidente della repubblica di novembre attrassero interamente su di esse l'attenzione politica e gli sforzi di governo nei periodi estivo ed autunnale del 2014. Dal punto di vista amministrativo, il 27 giugno 2014 il governo emise un decreto legislativo (OUG 45/2014) volto a permettere ai cittadini il voto per la presidenza anche in distretti elettorali diversi da quello di residenza. Tale ordinanza fu fonte di un appello presentato in agosto alla corte costituzionale da parte del PNL, che riteneva che la norma favorisse il voto multiplo e la frode elettorale. La corte costituzionale, tuttavia, respinse il ricorso il 16 settembre.
L'11 agosto il PNL presentò insieme al PD-L la candidatura di Klaus Iohannis, divenuto segretario del PNL in giugno e preferito ad Antonescu per le presidenziali, mentre il 12 settembre il PSD (con UNPR e PC) propose direttamente la candidatura del primo ministro Victor Ponta.
Al primo turno del 2 novembre 2014 Ponta ottenne il 40,44% delle preferenze, contro il 30,37% di Iohannis. Il candidato del PSD e quello del PNL si sarebbero riaffrontati, quindi, al secondo turno del 16 novembre 2014.
All'indomani del primo turno, lo scandalo relativo alle difficoltà di voto nelle sezioni elettorali istituite all'estero, presso le quali molti elettori furono impossibilitati ad esprimere la propria preferenza a causa dell'affollamento e delle lunghe code ai seggi, colpì il ministero degli esteri presieduto da Titus Corlățean (PSD), che fu protagonista di uno scontro con il presidente in carica Băsescu. Visti i problemi di voto per i cittadini all'estero, Corlățean si giustificò affermando che non era legalmente possibile aumentare il numero delle sezioni di voto. Alla luce di una nota del 4 novembre emanata dell'Ufficio Elettorale Centrale (in rumeno: Birou Electoral Central, BEC), che precisava che non sussistevano impedimenti legali per la creazione di nuove sezioni elettorali all'estero, tuttavia, Traian Băsescu attaccò direttamente il ministro, accusandolo di disinformazione verso la popolazione e chiedendone le dimissioni. Il 10 novembre, pur continuando a sostenere che non esistevano basi legali che permettessero l'ampliamento del numero delle sezioni estere, Corlățean abbandonò il proprio incarico. Lo stesso giorno il ministero fu affidato all'esperto diplomatico Teodor Meleșcanu, ex ministro degli esteri del governo Văcăroiu (1992-1996) ed ex direttore del servizio di intelligence del Serviciul de Informaţii Externe (SIE) (2012-2014), nonché candidato indipendente alla presidenza della repubblica nella stessa tornata elettorale (ottenne appena l'1%). Al ballottaggio del 16 novembre, il ripetersi delle stesse difficoltà, per le quali non fu possibile garantire la possibilità di votare a tutti i cittadini all'estero che ne avevano diritto, però, spinse Meleșcanu ad abbandonare il ministero dopo appena una settimana, decisione che gli valse il record di permanenza minima alla guida di un ministero nella storia della Romania postrivoluzionaria. In sua sostituzione fu proposta la nomina del rappresentante permanente della Romania presso l'Unione Europea Mihnea Motoc, ma la posizione di incompatibilità tra i due incarichi di ministro ed ambasciatore spinse il governo ad orientarsi su Bogdan Aurescu, massimo esperto di diritto internazionale.
Alle urne, al ballottaggio del 16 novembre 2014, si registrò l'inaspettato successo di Klaus Iohannis, che ottenne il 54,43% dei voti, contro il 45,56% di Ponta.

### Ritiro dell'UDMR: la fine del governo Ponta III
L'ufficializzazione della vittoria di Iohannis contro Ponta aprì una crisi politica non solo in seno al PSD, che preferì mantenere la discrezione a livello mediatico nonostante l'inattesa e dura sconfitta, ma anche nell'UDMR. Iohannis trionfò nelle aree della Transilvania ad elevato popolamento di cittadini di etnia ungherese, elemento che spinse Hunor Kelemen a rivedere il ruolo del partito nell'attuale governo. Il 27 novembre, quindi, il segretario dell'UDMR annunciò che l'Unione sarebbe uscita dall'esecutivo. Tale decisione condusse, dopo 9 mesi, alla fine del governo Ponta III. Il primo ministro, sostenuto da PSD, UNPR, PC e PLR, comunque, disponeva ancora della maggioranza parlamentare per garantire la stabilità di un nuovo governo. Il 14 dicembre l'UDMR uscì ufficialmente dal governo, mentre il 17 dicembre nacque il governo Ponta IV.

## Appoggio parlamentare e composizione

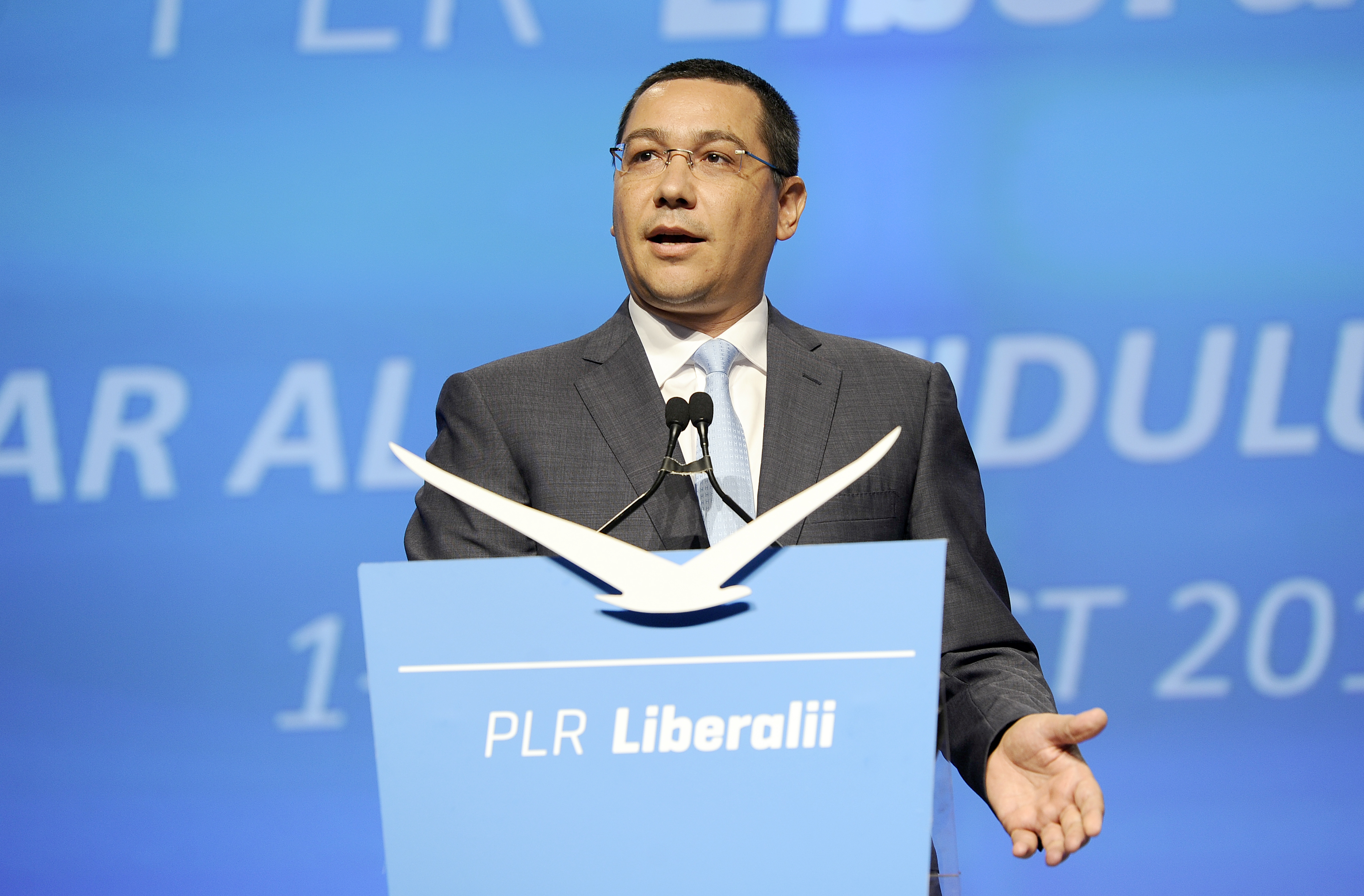
Victor Ponta ospite al congresso del Partito Liberale Riformatore del 1º agosto 2014

Il governo Ponta III fu sostenuto dalla coalizione formata da Partito Social Democratico (centro-sinistra), Unione Nazionale per il Progresso della Romania (centro-sinistra) e Partito Conservatore (centro-destra), che insieme costituivano l'alleanza chiamata Unione Social Democratica (USD). Rispetto al governo Ponta II, anche l'Unione Democratica Magiara di Romania (UDMR) entrò nel gabinetto dell'esecutivo, sostituendosi al Partito Nazionale Liberale (PNL), che aveva appoggiato il precedente governo.
L'atto costitutivo della coalizione USD fu firmato il 10 febbraio 2014 dai segretari Victor Ponta (PSD), Gabriel Oprea (UNPR) e Daniel Constantin (PC). Questa sostituì l'alleanza che aveva appoggiato il governo Ponta II, l'Unione Social-Liberale, stipulata con il Partito Nazionale Liberale (PNL), passato all'opposizione.
Insieme la maggioranza disponeva di 210 deputati su 404 (pari al 52% dei seggi alla camera dei deputati della Romania) e di 93 senatori su 170 (pari al 54,7% dei seggi al senato della Romania).
Il 27 febbraio 2014, in rottura con il leader del PNL Crin Antonescu per la decisione di lasciare la maggioranza, Călin Popescu Tăriceanu decise di abbandonare il partito insieme ad altri dissidenti e presentare la nascita di una nuova formazione politica di ispirazione liberale, il Partito Liberale Riformatore (PLR). Dall'estate del 2014, quindi, il governo godette anche del sostegno parlamentare del neonato PLR.
| Carica                                                                                             | Titolare                              | Titolare                                                      | Partito      |
| -------------------------------------------------------------------------------------------------- | ------------------------------------- | ------------------------------------------------------------- | ------------ |
| Primo ministro                                                                                     |                                       | Victor Ponta                                                  | PSD          |
| Vice Primo ministro; Ministro dello sviluppo regionale e della pubblica amministrazione            |                                       | Liviu Dragnea                                                 | PSD          |
| Vice Primo ministro; Ministro degli affari interni                                                 |                                       | Gabriel Oprea                                                 | UNPR         |
| Vice Primo ministro; Ministro dell'agricoltura e dello sviluppo rurale                             |                                       | Daniel Constantin                                             | PC           |
| Vice Primo ministro; Ministro della cultura                                                        |                                       | Hunor Kelemen (fino al 9 ottobre 2014)                        | UDMR         |
| Vice Primo ministro; Ministro della cultura                                                        |                                       | Victor Ponta (ad interim; dal 10 ottobre al 24 novembre 2014) | PSD          |
| Vice Primo ministro; Ministro della cultura                                                        |                                       | Csilla Hegedüs (dal 24 novembre 2014)                         | UDMR         |
| Ministro degli affari esteri                                                                       |                                       | Titus Corlățean (fino al 10 novembre 2014)                    | PSD          |
| Ministro degli affari esteri                                                                       |                                       | Teodor Meleșcanu (dal 10 al 18 novembre 2014)                 | Indipendente |
| Ministro degli affari esteri                                                                       | Bogdan Aurescu (dal 24 novembre 2014) |                                                               | Indipendente |
| Ministro della difesa nazionale                                                                    |                                       | Mircea Dușa                                                   | PSD          |
| Ministro delle finanze pubbliche                                                                   |                                       | Ioana Petrescu                                                | Indipendente |
| Ministro dell'economia                                                                             |                                       | Constantin Niță                                               | PSD          |
| Ministro della giustizia                                                                           |                                       | Robert Cazanciuc                                              | PSD          |
| Ministro dei trasporti                                                                             |                                       | Dan Șova (fino al 24 giugno 2014)                             | PSD          |
| Ministro dei trasporti                                                                             | Ioan Rus (dal 25 giugno 2014)         |                                                               | PSD          |
| Ministro della salute                                                                              |                                       | Nicolae Bănicioiu                                             | PSD          |
| Ministero dell'ambiente e dei cambiamenti climatici                                                |                                       | Attila Korodi                                                 | UDMR         |
| Ministero per la società dell'informazione                                                         |                                       | Răzvan Cotovelea                                              | Indipendente |
| Ministero del lavoro, della famiglia, della protezione sociale e degli anziani                     |                                       | Rovana Plumb                                                  | PSD          |
| Ministro dell'educazione nazionale                                                                 |                                       | Remus Pricopie                                                | PSD          |
| Ministro dei fondi europei                                                                         |                                       | Eugen Teodorovici                                             | PSD          |
| Ministro della gioventù e dello sport                                                              |                                       | Gabriela Szabó                                                | PSD          |
| Ministro con delega ai rapporti con il Parlamento                                                  |                                       | Eugen Nicolicea                                               | UNPR         |
| Ministro con delega al bilancio                                                                    |                                       | Liviu Voinea (fino al 15 giugno 2014)                         | PSD          |
| Ministro con delega al bilancio                                                                    | Darius Vâlcov (dal 28 agosto 2014)    |                                                               | PSD          |
| Ministro con delega alla piccola e media impresa, al contesto imprenditoriale e al turismo         |                                       | Florin Jianu                                                  | Indipendente |
| Ministro con delega ai romeni nel mondo                                                            |                                       | Bogdan Stanoevici                                             | Indipendente |
| Ministro con delega al dialogo sociale                                                             |                                       | Aurelia Cristea                                               | PSD          |
| Ministro con delega alle acque, alle foreste e alla piscicoltura                                   |                                       | Doina Pană                                                    | PSD          |
| Ministro con delega all'energia                                                                    |                                       | Răzvan Nicolescu                                              | Indipendente |
| Ministro con delega all'istruzione superiore, alla ricerca scientifica e allo sviluppo tecnologico |                                       | Mihnea Costoiu                                                | PSD          |